# José González (catch)
Pour les articles homonymes, voir José González et González.
José Huertas González (né le 17 mars 1947 à San Lorenzo) est un catcheur (lutteur professionnel) portoricain principalement connu pour son travail au Capitol Sports Promotions / World Wrestling Council.

## Biographie
Il commence sa carrière en 1966 à Chicago il se  fait connaitre en portant un masque et en se faisant appeler Invader #1. Il a fait scandale le 16 juillet 1988 en étant retrouvé par le catcheur Tony Atlas debout avec un couteau dans la main et le catcheur Bruiser Brody mort sur le sol des douches du Estadio Juan Ramón Loubriel de Bayamón à Porto Rico. José González a donc été en procès du 23 au 26 juillet 1988 et, ne pouvant pas payer sa caution de 120 000 dollars, il fera de la prison. Son avocat parvient à le faire acquitter, González plaidant innocent en disant que c'était de la légitime défense.
En 1990 Atsushi Onita (en), catcheur japonais et fondateur de la FMW, décide d'organiser un match contre Gonzalez afin de surfer sur cette affaire et de passer pour le « vengeur » de Bruiser Brody. Cette storyline devient malsaine lorsque Onita se fait poignarder (de façon fictive) par Gonzalez dans un hôtel afin de promouvoir le combat.

## Carrière de catcheur
José Huertas González quitte Porto Rico pour aller vivre à Chicago où il compte devenir catcheur. Il y arrive avec 15 dollars en poche et s'en sert pour payer son entraînement dans un gymnase. Il y apprend le catch avec divers catcheur dont The Crusher (en), Dick the Bruiser (en) et Verne Gagne.
Il commence sa carrière en incarnant un indien sous le nom de ring de Sabu Singh.